# Jesús Bonilla
Jesús Bonilla (Madrid, 1 de septiembre de 1955) es un actor y director de cine español.

## Biografía
Aunque es madrileño de nacimiento, su infancia transcurrió cerca de Talavera de la Reina, en La Pueblanueva (Toledo), de donde es su familia tanto paterna como materna. Es un actor habitual en el cine y la televisión, donde ha protagonizado gran cantidad de series. Comenzó la carrera de Química, aunque la abandonó cuando ingresó en la Real Escuela Superior de Arte Dramático de Madrid.
Su filmografía tiene títulos tan conocidos como Makinavaja, Belle époque, Kika, La reina anónima, Todos los hombres sois iguales, Carreteras secundarias, La niña de tus ojos, Pídele cuentas al Rey o La comunidad y series de televisión como Querido maestro (Telecinco, 1996), Periodistas (Telecinco, 2000-2002), Los Serrano (Telecinco, 2003-2008), El chiringuito de Pepe (Telecinco, 2014-2016), Mediterráneo, o Pepa y Pepe.
Como director, dirigió El oro de Moscú (2003). La idea surgió cuando observó que en las películas que se rodaban en Hollywood durante los 60 y 70 reunían a actores conocidos del momento, películas corales como las de Berlanga en España. Contó con los actores Antonio Resines, Alfredo Landa, Concha Velasco o José Luis López Vázquez, entre otros grandes 'cómicos' como protagonistas. El director y guionista firma también su secuela, La daga de Rasputín.

## Filmografía

### Como actor

#### Teatro
- Esta noche gran velada (1984)  Fermín Cabal
- Bajarse al moro (1985),  J. L. Alonso de Santos.
- Búscame un tenor (1988)  Ken Ludwig
- El vergonzoso en palacio (1989) Tirso de Molina.
- Los buenos días perdidos (1991), de Antonio Gala.
- El pícaro (1992) Fernando Fernán Gómez
- Historia de 2 (2012)

#### Cine
| Año  | Película                               | Personaje         | Director                           | Género             | Duración |
| ---- | -------------------------------------- | ----------------- | ---------------------------------- | ------------------ | -------- |
| 1984 | Dos mejor que uno                      | Mecánico          | Ángel Llorente                     | Comedia            | 1h 31m   |
| 1991 | No me compliques la vida               | Valentín          | Ernesto Del Río                    | Romance            | 1h 35m   |
| 1992 | Belle Époque                           | Soldado           | Fernando Trueba.                   | Comedia/Romance    | 1h 48m   |
| 1992 | Makinavaja, el último choriso          | Popeye            | Carlos Suárez                      | Comedia/Cómic      | 1h 32m   |
| 1992 | La reina anónima                       | Pintor            | Gonzalo Suárez                     | Comedia            | 1h 25m   |
| 1993 | Kika                                   | Policía 1         | Pedro Almodóvar                    | Comedia/Drama      | 1h 54m   |
| 1993 | Los peores años de nuestra vida        | Santos            | Emilio Martínez Lázaro             | Romance/Comedia    | 1h 40m   |
| 1993 | Semos peligrosos (uséase Makinavaja 2) | Popeye            | Carlos Suárez                      | Comedia            | 1h 31m   |
| 1994 | Todos los hombres sois iguales         | Alberto           | Manuel Gómez Pereira               | Comedia/Romance    | 1h 42m   |
| 1994 | Así en el cielo como en la tierra      | Cristo            | José Luis Cuerda                   | Comedia            | 1h 35m   |
| 1994 | ¡Oh, cielos!                           | Ángel             | Ricardo Franco                     | Comedia            | 1h 30m   |
| 1995 | Belmonte                               | Calderón          | Juan Sebastián Bollaín             | Drama/Toros        | 1h 31m   |
| 1995 | La niña de tus sueños                  | Esteban           | Jesús R. Delgado                   | Drama              | 1h 45m   |
| 1996 | Sólo se muere dos veces                | Salat             | Esteban Ibarretxe                  | Comedia/Fantástica | 1h 40m   |
| 1996 | La buena vida                          | Asistente Social  | David Trueba                       | Comedia/Drama      | 1h 48m   |
| 1997 | Gracias por la propina                 | Caporal           | Francesc Bellmunt                  | Comedia            | 1h 57m   |
| 1997 | Carreteras secundarias                 | Félix             | Emilio Martínez Lázaro             | Drama/Romance      | 1h 45m   |
| 1997 | Mátame mucho                           | Sepulturero       | José Ángel Bohollo                 | Comedia negra      | 1h 38m   |
| 1998 | La niña de tus ojos                    | Marcos Bonilla    | Fernando Trueba                    | Drama/Comedia      | 2h 01m   |
| 1999 | Muertos de risa                        | Sargento 23F      | Álex de la Iglesia                 | Comedia            | 1h 49m   |
| 1999 | Pídele cuentas al rey                  | Tavio             | José Antonio Quirós                | Comedia            | 1h 36m   |
| 1999 | Pepe Guindo                            | Padre (voz)       | Manuel Iborra                      | Drama              | 1h 39m   |
| 1999 | Adiós con el corazón                   | Pozueta           | José Luis García Sánchez           | Comedia            | 1h 31m   |
| 1999 | Pleno al quince                        | Antonio           | Josetxo San Mateo                  | Comedia            | 1h 30m   |
| 2000 | La comunidad                           | Ricardo           | Álex de la Iglesia                 | Comedia negra      | 1h 47m   |
| 2000 | Usted puede ser un asesino             | Enrique de la hoz | Fernando Méndez Leite              | Drama              | 1h 30m   |
| 2000 | Obra maestra                           | Veterinario       | David Trueba                       | Comedia            | 1h 45m   |
| 2001 | Torrente 2: misión en Marbella         | Marido Francisca  | Santiago Segura                    | Comedia            | 1h 34m   |
| 2002 | El oro de Moscú                        | Papeles           | Jesús Bonilla                      | Comedia            | 1h 48m   |
| 2002 | Lisístrata                             | Cinesias          | Francesc Bellmunt                  | Comedia            | 1h 29m   |
| 2004 | El chocolate del loro                  | Don Torcuato      | Ernesto Martín                     | Comedia            | 1h 34m   |
| 2004 | Mala uva                               | Inspector         | Javier Domingo                     | Comedia            | 1h 33m   |
| 2005 | R2 y el caso del cadáver sin cabeza    | Suicida           | Álvaro Sáenz de Heredia            | Comedia            | 1h 30m   |
| 2005 | El mundo alrededor                     |                   | Álex Calvo-Sotelo                  | Comedia            | 1h 38m   |
| 2007 | Manuela y Manuel                       | Krash Extra       | Raúl Marchand Sánchez              | Comedia            | 1h 34m   |
| 2011 | La daga de Rasputín                    | Papeles           | Jesús Bonilla                      | Comedia            | 1h 45m   |
| 2011 | Torrente 4: Lethal Crisis              | Bebedor chupitos  | Santiago Segura                    | Comedia            | 1h 33m   |
| 2016 | La reina de España                     | Marco Bonilla     | Fernando Trueba                    | Comedia            | 2h 08m   |
| 2019 | Historias de nuestro cine              | Jesús Bonilla     | Antonio Resines, Ana Pérez-Lorente | Documental         | 2h       |

#### Televisión
- Platos rotos (TVE, 1985) Como Fermín.
- La mujer de tu vida Mujer perdida (1988), de Ricardo Franco.
- Bajarse al moro (1987), de Gerardo Malla y Francisco Montolío.
- Miguel Servet, la sangre y la ceniza (1989)
- La huella del crimen (TVE) (1991) "El crimen de las estanqueras de Sevilla" Ricardo Franco.
- Crónicas del mal (TVE) (1992) "No habra flores para los muertos" Ricardo Franco.
- El peor programa de la semana (1993)
- ¡Ay, Señor, Señor! (Antena 3, 1994)
- Pepa y Pepe (TVE, 1995)
- Querido maestro (Telecinco, 1996) Como Carlos.
- La banda de Pérez (TVE, 1997) Como Urquiza.
- Mediterráneo (Telecinco, 1999-2000) Como Bienvenido
- Usted puede ser un asesino (2000)
- Periodistas (Telecinco, 2000-2002) Como Vicente Zamora.
- 7 vidas (Telecinco, 2002) Como Aguado. (Cameo)
- Los Serrano (Telecinco, 2003-2008) Como Santiago Serrano.
- El chiringuito de Pepe (Telecinco, 2014-2016) Como Pepe Leal.

### Como director y guionista
- El oro de Moscú (2003)
- La daga de Rasputín (2011)